# Nowomuslumowo
Nowomuslumowo (ros. Новомуслюмово) – wieś (sieło) w Rosji, w Baszkortostanie, w rejonie mieczetlińskim. W 2010 liczyła 1063 mieszkańców.